# Hossam Ramzy
Hossam Ramzy (arabisch حسام رمزي, DMG Ḥusām Ramzī; * 15. Dezember 1953 in Kairo; † 10. September 2019 in Brasilien) war ein ägyptischer Perkussionist und Musikproduzent.

## Leben und Wirken
Ramzy erhielt im Alter von drei Jahren seine erste Darabouka. Er studierte bei führenden Musiklehrern seiner Geburtsstadt. Ein Umzug nach Saudi-Arabien führte ihn als Jugendlicher zu Beduinenstämmen, die ihm Einblick in die kulturellen Ursprünge der arabischen Musik gaben und die zur Inspiration für viele seiner späteren rhythmischen Orientierungen wurden.
1975 zog er nach England, um Jazz-Drumming zu studieren; dort arbeitete er mit Jazzmusikern wie Andy Sheppard und Geoff Williams. Es erschienen erste Alben unter eigenem Namen, durch die Peter Gabriel auf ihn aufmerksam wurde, der ihn einlud, bei Passion und dem ergänzenden Album Passion – Sources zu spielen, seinem Soundtrack zu dem Film The Last Temptation of Christ von Martin Scorsese. 1992 war er auf dem Album Us zu hören. Hossam Ramzy beteiligte sich 1993 mit dem Titel Baladi We Hetta an dem von Peter Gabriel initiierten Kompilations-Album Plus from Us, bei dem sich einige an dem Gabriel-Album Us von 1992 beteiligte Musiker mit eigenen Arbeiten vorstellen konnten.
Als Musiker und Mitautor des Liedes Habibe wirkte Ramzy auch an den Aufnahmen des Weltmusik-Albums mit dem Namen Big Blue Ball von Peter Gabriel und Karl Wallinger mit, das in den Sommern der Jahre 1991, 1992 und 1995 in den Real World Studios aufgenommen wurde, aber erst 2008 erschien. Zudem wirkte er an dem Soundtrack OVO von Peter Gabriel für die Millennium Dome Show von 2000 und dessen Album Up von 2002 mit. Ebenfalls 2002 war er auf dem Soundtrack Long Walk Home: Music from the Rabbit-Proof Fence von Peter Gabriel für dem Film Rabbit-Proof Fence von Phillip Noyce zu hören.
Als Perkussionist arbeitete Ramzy mit Musikern wie Barbara Thompson, Joan Armatrading, Mary Wilson, Marc Almond, Electric Light Orchestra, Debbie Harry und Killing Joke zusammen und nahm sein Album Introduction to Egyptian Dance Rhythms auf. 1994 luden Robert Plant und Jimmy Page Ramzy ein, an ihrem Reunion-Album No Quarter: Jimmy Page and Robert Plant Unledded mitzuwirken. Mit dem von ihm geleiteten Pharaoh's Egyptian Ensemble begleitete er auch die anschließende Welttournee 1995/96 von Page & Plant und nahm dann diverse Alben unter eigenem Namen auf. Im Jahr 2000 veröffentlichte Ramzy die Alben Sabla Tolo: Journeys into Pure Egyptian Percussion und El Amar. Das Album Gypsies of the Nile: Rehal folgte Anfang 2001.
Ramzy errang 2001 mit seinem Titel Edony weltweit Spitzenplätze in den Dance-Charts. Mit seinen Streicher- und Perkussionsarrangements produzierte er Songs für Künstler wie Yeşim Salkım, Cheb Khaled, Tarkan, Rachid Taha, Faudel oder die Gipsy Kings. Auch kam es zur künstlerischen Zusammenarbeit mit Hector Zazou, Anne Dudley, Boy George, Luciano Pavarotti, Chick Corea und Jay-Z. Er starb, als er wegen einer Herzerkrankung behandelt wurde, die jedoch schon sehr weit fortgeschritten war.